# You Can’t Do That
«You Can’t Do That» (с англ. — «Ты не посмеешь», «Не смей») — песня английской рок-группы «The Beatles», написанная Джоном Ленноном. Впервые песня вышла в альбоме «A Hard Day’s Night». Она была навеяна популярными в Мемфисе песнями в стиле ритм-энд-блюз и, как позднее писал музыкальный критик Лестер Бэнгс, «построена на одном из самых острых и незабываемых гитарных риффов из всех, когда-либо сочинявшихся». Из всех песен на пластинке Джон Леннон больше всего гордился именно этой.

## Композиция
Как и многие песни Джона Леннона, «You Can’t Do That» также автобиографична. Роберт Сэндол написал о ней:

«… ['You Can’t Do That'] противоречила радушному тону с его напряжённые угрозами. В ней выразились сексуальная паранойя и мучительный, щемящий ритм…» 
 Тема ревности, поднятая в песне, также проявилась в таких композициях Леннона, как «Run for Your Life» и «Jealous Guy».
Песня построена на двенадцати тактовых чертах. Она написана под влиянием музыки малоизвестного в те годы певца Уилсона Пикетта. На аккорде D7th проявляется синкопированный брейк между вокальными фразами — «I told you before» [брейк] «you can’t do that».
В песне «You Can’t Do That» используется гитара Rickenbacker 360 Deluxe — электрическая 12-ти струнная гитара, купленная в 1964 за 900$ для Джорджа Харрисона. Впервые её звучание можно услышать на записи песни «Can’t Buy Me Love», а также на выступлении во время «Шоу Эда Салливана» в Нью-Йорке. Её отличительный и экстенсивный звук отчётливо слышен в LP-альбоме A Hard Day’s Night. Звучание гитары Харрисона оказало сильно влияние на музыканта Роджера Макгуинна, который позже создал группу «The Byrds».
Одновременно с началом съёмок фильма «Вечер трудного дня», режиссёр фильма Ричард Лестер требовал от группы предоставление оригинального материала перед производством. «You Can’t Do That» была выбрана The Beatles как одна из песен, которые должны были войти в репертуар «живого» выступления в «Театре Скала» по сюжету фильма. Но эта сцена в окончательном варианте в картину не вошла.

## Запись и выпуск

Рекламный постер британской версии сингла You Can’t Do That

«You Can’t Do That» была записана во вторник 25 февраля 1964 года в студии «Эбби Роуд» в Лондоне. Песня была впервые выпущена как «Б»-сторона британского сингла «Can’t Buy Me Love». Позже композиция вошла в трек-лист альбома A Hard Day’s Night, изданного в Великобритании, и альбома The Beatles' Second Album, изданного в США.
«The Beatles» записали «You Can’t Do That» четыре раза для радио «Би-би-си» в 1964 году. Песня также вошла в репертуар «живых» выступлений музыкантов в том же году, и стала второй композицией в их музыкальном сете, после песни «Twist and Shout» — во время австралийских и североамериканских гастролей группы. Всего было сделано 9 дублей записи.
При создании фильма Вечер трудного дня был снят эпизод, в котором «The Beatles» исполняют песню «You Can’t Do That» в финальной сцене фильма, когда группа выступает на концерте перед аудиторией. Съёмки проходили 31 марта 1964 года в «Театре Скала», в Лондоне, но этот эпизод не был использован в фильме. Однако, не вошедшая в фильм видеозапись была показана на «Шоу Эда Салливана» 24 мая. Сегодня это видео можно увидеть в документальном фильме "Создание фильма «Вечер трудного дня» (англ. The Making of "A Hard Day's Night") на сервере YouTube.

## Кавер-версии
- Американская группа Vanilla Fudge записали кавер-версию песни, которая вошла в альбом «The Beat Goes On».
- Энди Эллисон сделал запись песни.
- Аманда Овермайер в седьмом сезоне популярного телешоу American Idol также сделала запись песни в более убыстрённом темпе, позже записав студийную версию. Песня вошла в «топ 12» на шоу American Idol.
- The Punkles записали кавер-версию песни, которая вошла в альбом — 1998-2003.
- The Supremes для альбома 1964 года — «A Bit of Liverpool».
- Также Александр Пушной записал хип-хоп версию песни.

## ВерсияГарри Нилссона
Американский автор-исполнитель Гарри Нилссон записал песню «You Can’t Do That» в 1967 году, которая вошла в дебютный альбом музыканта — «Pandemonium Shadow Show» (1967). Вместо того, чтобы просто записать кавер-версию песни, Нильсон записал песню таким образом, что она стала звучать гораздо медленнее в отличие от оригинала. Музыкант записал множество песен группы, обычно использую отрывки лирики «The Beatles», выражаемой в бэк-вокалах.
Песня стала первым хитом Нилссона. Композиция достигла позиции #122 в американских хит-парадах и вошла в «десятку лучших хитов» в Канаде. Это также (наряду с остальным материалом альбома), закрепило за Нильсоном статус любимого исполнителя «The Beatles». Известно, что Джон Леннон, получивший копию альбома «Pandemonium Shadow Show» от Дерека Тэйлора, слушал его в течение 36 часов. После прослушивания альбома, Леннон назвал Нилссона своим любимым исполнителем, а после личного знакомства с ним, музыканты стали друзьями и оставались ими до трагической кончины Леннона в 1980 году. Спустя год, на пресс-конференции 1968 года, где было объявлено о создании «Apple Corps», Леннона попросили назвать его любимого американского артиста. Музыкант назвал «Нилссона». Когда Пола Маккартни попросили назвать его любимую американскую группу, он также ответил: «Нилссон».

## Состав
- Джон Леннон — ведущий вокал, ритм-гитара и 6-ти струнная соло-гитара
- Пол Маккартни — бэк-вокал, бас-гитара, сенсерро
- Джордж Харрисон — бэк-вокал, 12-ти струнная соло-гитара
- Ринго Старр — барабаны, конго